# Jeret Schroeder
Jeret Schroeder (Vineland, 13 de novembro de 1969) é um ex-automobilista norte-americano. Correu na Indy Racing League entre 1997 e 2002, pelas equipes McCormack, Cobb Racing, Tri-Star e PDM/Immke.
Seu melhor resultado na categoria foi um quarto lugar na etapa de Las Vegas, em 2000, e sua melhor classificação geral foi um 17º posto no mesmo ano, perdendo o prêmio de melhor novato para o brasileiro Airton Daré (embora tivesse feito participações nas temporadas de 1996-97 e 1999). Após disputar a Yamaha Indy 400 de 2002, Schroeder aposentou-se das pistas aos 32 anos.